# Phoeniculus castaneiceps
La abubilla arbórea cabeciparda (Phoeniculus castaneiceps) es una especie de ave en la familia Phoeniculidae. Se encuentra en Camerún, República Centroafricana, República del Congo, República Democrática del Congo, Costa de Marfil, Gana, Guinea, Liberia, Nigeria, Ruanda, y Uganda.